# AKG Acoustics

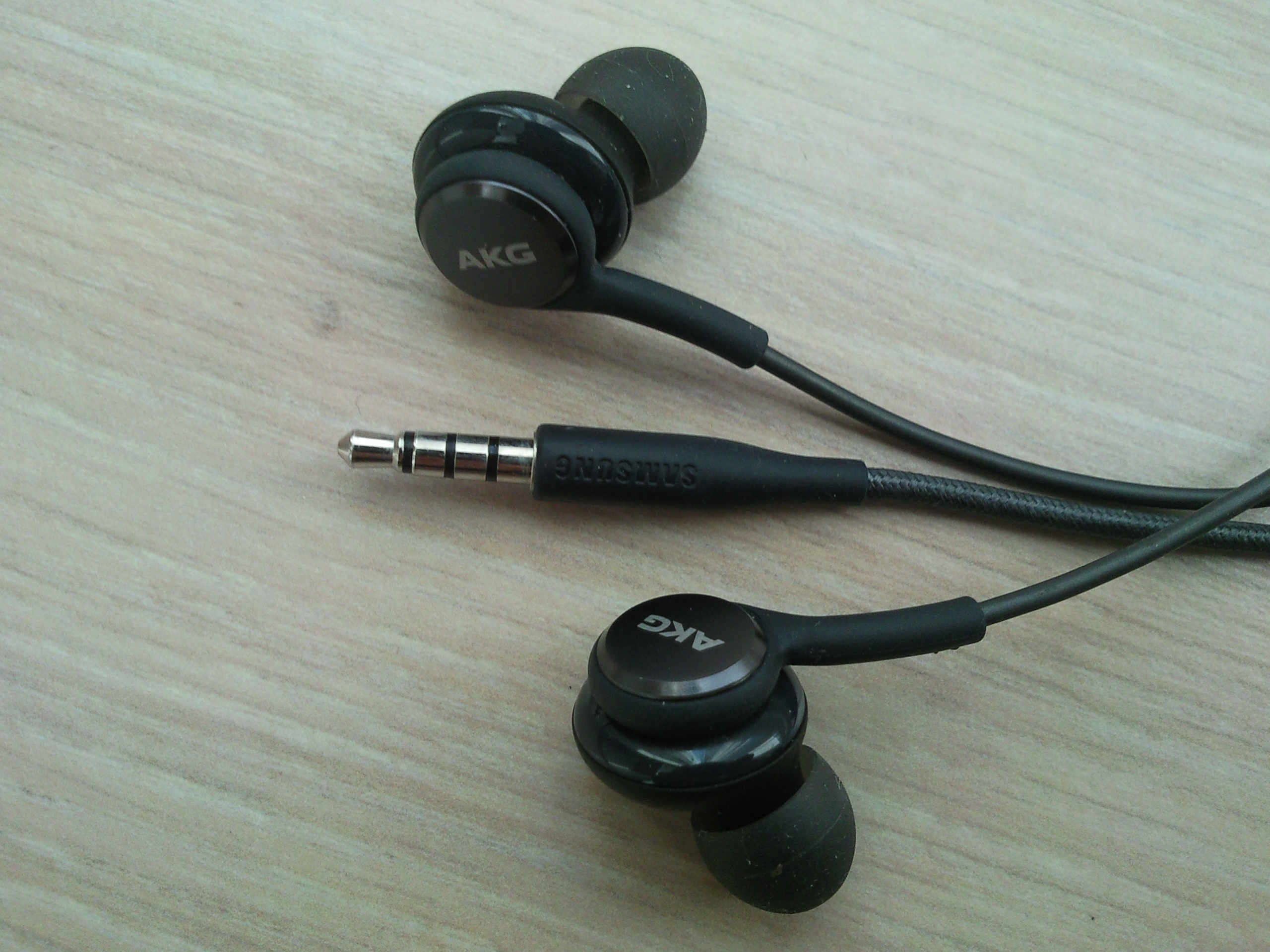
AKG Samsung bundle earphone

AKG  Acoustics (Akustische und Kino-Geräte) är ett akustikföretag som främst tillverkar hörlurar och mikrofoner.
År 1947 grundades företaget i Wien i Österrike och 1994 köptes företaget upp av det amerikanska Harman International Industries .